# 静岡市立麻機小学校
静岡市立麻機小学校（しずおかしりつ あさはたしょうがっこう）は、静岡県静岡市葵区有永町にある公立小学校。

## 沿革
- 1874年（明治7年）6月15日 - 村立小学「習道舎」を有永に設け、村立小学「読習舎」を南村に置く[2]。
- 1883年（明治16年） - 「習道舎」を「賤機学校」と改称する[2]。
- 1886年（明治19年）9月14日 - 北安東村に尋常小学校「静機学校」を設置し、前2校（賤機学校、読習舎）をその分教室とする[2]。
- 1889年（明治22年）2月26日 - 池ヶ谷、南、浅畑新田、羽高、有永、北、東の7ヶ村を麻機村と改称する。
- 1890年（明治23年）2月28日 - 大字北に「麻機尋常小学校」を造り, 大字南に分教室を置く。
- 1891年（明治24年）11月4日 - 現在地に「安倍郡麻機村立麻機尋常小学校」を設置する[2]。
- 1909年（明治42年）4月1日 - 「安倍郡麻機尋常高等小学校」と改称。
- 1934年（昭和9年）10月1日 - 麻機村の静岡市編入に伴い、校名を「静岡市静岡麻機尋常高等小学校」と改称する。
- 1940年（昭和15年）5月27日 - 校旗を制定。
- 1941年（昭和16年）4月1日 - 国民学校令施行により、「静岡市麻機国民学校」に改名。
- 1947年（昭和22年）4月 - 「静岡市立麻機小学校」と改称。
- 1982年（昭和57年）11月6日 - 創立100年祭を行う。(記念式典、校旗入魂式、資料展、児童作品展、記念講演、植樹等)
- 1991年（平成3年）11月15日 - 開校100周年記念『麻小まつり』を行う。
- 2018年（平成30年）2月10日 - 住居表示の実施に伴い、所在地の表記が有永421番地の1から葵区有永町2番43号となる。

## 通学区域
葵区

| - 赤松 - あさはた一丁目・二丁目 - 有永 - 有永町 - 漆山 - 北 - 北一～五丁目 - 芝原 - 羽高 | - 羽高町 - 東 - 東一丁目・二丁目 - 平柳 - 前林 - 南一丁目・二丁目 - 南の一部 - 柳原 |

## 著名な関係者
出身者
- 薗田淳（サッカー選手）
- 狩野健太（サッカー選手）

教職員
- 永倉みゆき（家政学者）- 元教諭

## アクセス
- しずてつジャストライン大浜麻機線 「麻機小学校」停留所から、徒歩1分